# ماكس هوفمان (صحفي)
ماكس هوفمان (بالألمانية: Max Hofmann)‏ هو صحفي ومقدم تلفزيوني ألماني، ولد في 1974 في توبينغن في ألمانيا.

## وصلات خارجية
- ماكس هوفمان على موقع IMDb (الإنجليزية)